# Летонізація
Летонізація (латис. pārlatviskošana) — процес асиміляції осіб нелатиського походження до латиської нації шляхом прийняття її мови, культури та національної ідентичності.

## Історичний контекст
Упродовж історії летонізація найбільше охопила балто-фінські народи, які мешкали на території сучасної Латвії — вендів, лівів і кревінгів. Посилення цієї політики відбулося в період авторитарного режиму Карліса Улманіса у 1930-х роках.

### Після відновлення незалежності
Після проголошення незалежності Латвії у 1991 році летонізація знову стала актуальною. Держава впровадила заходи для зміцнення статусу латиської мови, зокрема в публічному житті, освіті та на ринку праці. Законодавчо було закріплено статус латиської як єдиної державної мови, а для працевлаштування в державному секторі було встановлено обов’язкове знання мови.
Освітня система зазнала змін: збільшено кількість годин латиської мови в школах та університетах, що забезпечило мовну інтеграцію молодого покоління. Також були організовані державні мовні курси й освітні програми для дітей та дорослих.

## Конституційне закріплення
У 2014 році Сейм ухвалив преамбулу до Сатверсме (Конституції Латвії), яка визначає Латвію як державу, мета якої — збереження і розвиток латиської нації, культури та мови.
Один з авторів преамбули, Еґілс Левітс, зазначив:
| | Майже в жодній зі старих європейських країн національні меншини не підтримувалися і досі не підтримуються з боку держави: немає ані шкіл меншин, ані їхніх партій. Меншини протягом тривалого часу природно асимілюються у націю. Бажання і потреба залишатися відмінною меншиною з часом, зі зміною поколінь, зменшується й може зникнути повністю. |
| — https://www.delfi.lv/kultura/32026447/culturenvironment/50736337/domuzimes-diskusija-latviskumu-definejot | |